# Vånäs
Vånäs är en udde i Åland (Finland). Den ligger i den sydöstra delen av landskapet, 13 km nordost om huvudstaden Mariehamn. Vånäs ligger på ön Fasta Åland.
Terrängen inåt land är platt. Havet är nära Vånäs åt sydost. Närmaste större samhälle är Jomala, 8,9 km sydväst om Vånäs. 